# یولین، شنشی
یولین (به لاتین: Yulin, Shaanxi) یک شهر مرکزی در جمهوری خلق چین است که در شنشی واقع شده‌است. یولین ۴۳٬۵۷۸ کیلومترمربع مساحت و ۳٬۳۸۰٬۰۰۰ نفر جمعیت دارد و ۱٬۰۸۴ متر بالاتر از سطح دریا واقع شده‌است.